# Humphrey Slater
Richard Humphrey Hug Slater (1906-1958) foi um pintor e autor britânico.
Educado na África do Sul, ele freqüentou a Slade School of Art, em meados da década de 1920,  e exibiu uma pintura abstrata na famosa galeria de Londres Wertheim Lucy. O pintor William Coldstream considerou-o "um artista muito talentoso e raro".
Em 1930 ele se envolveu em política anti-nazistas em Berlim, ingressando no Partido Comunista  e em 1936 foi lutar na Guerra Civil Espanhola como Chefe de Operações para as Brigadas Internacionais.
De volta à Inglaterra, em 1940, antes de ser convocado para o exército regular, ele ajudou Tom Wintringham a organizar um centro de treinamento no Osterley Park, que ensinava guerrilha e luta de rua para a Guarda Nacional.
Ele foi editor da revista  Polemic no periodo de 1945 a 1947.
O filme "Conspirator" (1949) da MGM, estrelado por Elizabeth Taylor e Robert Taylor, foi baseado em seu romance "The Conspirator".

## Publicações
- 1941: Home Guard for Victory! Gollancz[4]
- 1946: The Heretics[5]
- 1948: The Conspirator
- 1955:  Who rules Russia? Batchworth Press (Londres)
- 1958: The Channel Tunnel A. Wingate (Londres)
- 2009: Los herejes, Spanish translation of The Herectics; Galaxia Gutenberg / Círculo de Lectores (Barcelona). Translated by Montserrat Gurguí and Hernán Sabaté.
- 2009: El conspirador, Spanish translation of The Conspirator; Galaxia Gutenberg / Círculo de Lectores (Barcelona). Translated by M. Gurguí and H. Sabaté